# Material auxètic

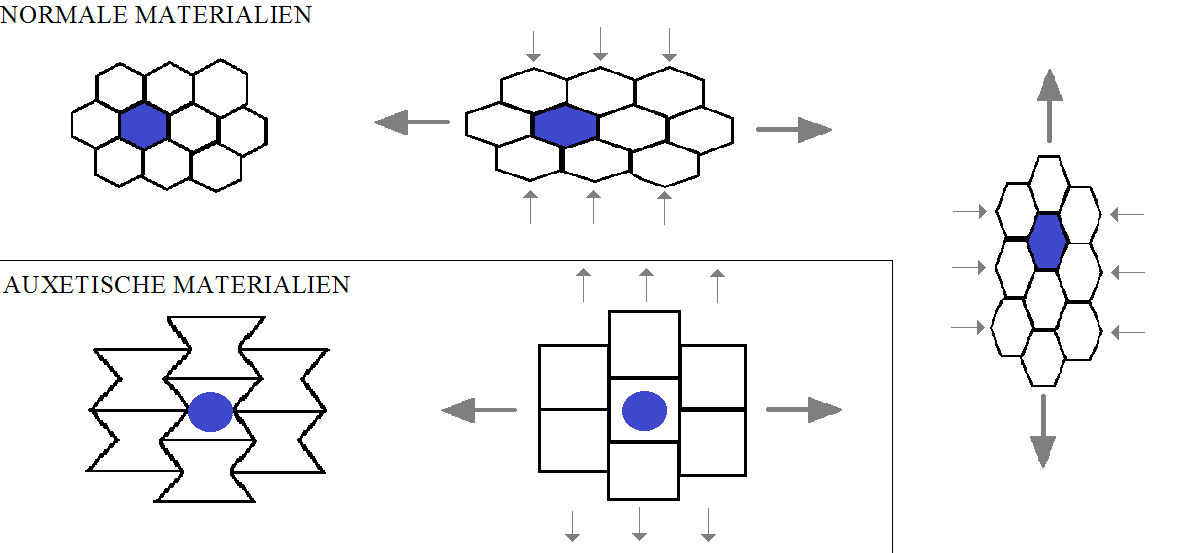

Un material auxètic (del grec auxein, 'expandir') és un material amb coeficient de Poisson negatiu.

## Introducció
Les restriccions termodinàmiques dels sòlids deformables estableixen que un material isòtrop ha de tenir un coeficient de Poisson comprès en el rang {\displaystyle \scriptstyle -1\ \leq \ \nu \ <\ 0,5}. Per tant, encara que la majoria de materials tenen coeficients de Poisson estrictament positius {\displaystyle \scriptstyle 0\ \leq \ \nu \ <\ 0,5}, termodinàmicament és possible un coeficient de Poisson negatiu. De fet, els materials auxètics amb coeficients de Poisson negatiu coneguts s'agrupen en tres categories:
- Vidres, com la zeolita, que manifesta propietats auxètiques en escales microscòpiques.
- Escumes polimèriques, com el tefló, que sota certs tractaments mecànics i tèrmics pot exhibir un comportament auxètic.
- Les fibres utilitzades en resines compostes.

El funcionament d'aquests materials auxètics s'explica a nivell microestructural.